# 小行星9624
小行星9624（英語：9624）是一颗围绕太阳公转的小行星。1993年3月19日，烏普薩拉－ESO小行星及彗星巡天在拉西拉天文台发现了此天体。
这颗小行星的绝对星等为182.52283等。